# Verse (grup musical)
Verse va ser una banda estatunidenca de hardcore punk, en un inici straight edge, de la ciutat de Providence. Van publicar quatre àlbums d'estudi i dos EP amb Rivalry Records i Bridge Nine Records, i van realitzar diverses gires americanes i europees. El seu so es va descriure com «un hardcore directe i dur».
Després de separar-se el 2009, el desembre de 2011, Bridge 9 Records va anunciar que Verse s'havia refundat i que gravaria un nou àlbum el 2012. La banda ha romàs inactiva des del llançament del disc.

## Discografia
- 2003: 4 Songs (EP, Contrast Records / Double Down)
- 2005: Rebuild (Rivalry Records)
- 2006: From Anger and Rage (Rivalry Records)
- 2008: Story of a Free Man (EP, Bridge Nine Records)
- 2008: Aggression (Rivalry Records / Bridge Nine Records)
- 2012: Bitter Clarity, Uncommon Grace (Rivalry Records / Bridge Nine Records2003:)